# Teatro Calil Haddad
O Teatro Calil Haddad é um teatro brasileiro localizado na cidade paranaense de Maringá. Inaugurado no dia 30 de dezembro de 1996, foi projetado pelos arquitetos Gilmar Ferdinandi e Maria Cristina Bittencourt. Nele acontecem eventos locais e também nacionais. Foi considerado um dos melhores teatros do Brasil.

## Nomenclatura

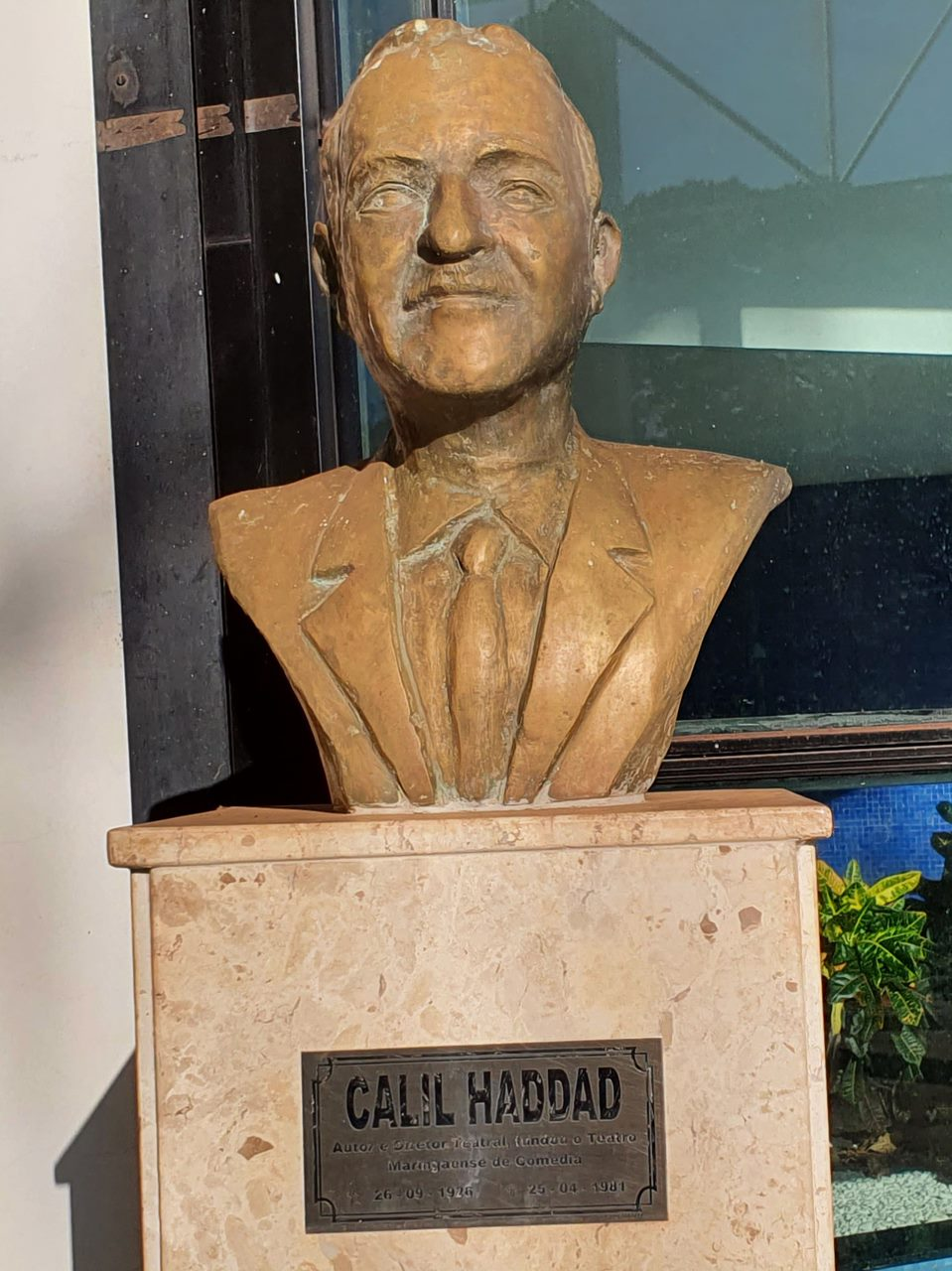
Busto de Calil Haddad

O nome do teatro homenageia o pioneiro Calil Haddad. Ele nasceu em Jaú, estado de São Paulo, em 26 de setembro de 1926. Se mudou com a família para Maringá no ano de 1946. Foi precursor da arte teatral na cidade, tendo comandado o Teatro Maringaense de Comédia (TMC), grupo de artistas criado na década de 50 que apresentou uma série de espetáculos até o final dos anos 60. Calil faleceu no ano de 1981.

## Infraestrutura[3]
O teatro tem uma área construída de 7.836,95 m².

### Foyer Elfrida Wunderlich Biscaia
Salão que interliga o museu e o auditório do teatro. Aqui encontra-se um painel do artista curitibano Napoleon Potyguara Lazarotto, concluído em 1997 e inaugurado em 2000, além de banheiros.

### Auditório Oscar Leandro
Sua capacidade é de 758 espectadores: 
- Plateia inferior: 581 espectadores
- Balcão: 177 espectadores

Possui um palco em estilo italiano com 112m² de área, boca de cena de 12 m de largura por 6,60 de altura. É apto para receber apresentações teatrais, além de pequenas e médias orquestras.

### Secretaria Municipal de Cultura
A Secretaria Municipal de Cultura de Maringá (SEMUC) está localizada nas dependências do Teatro Calil Haddad, de onde são coordenadas as políticas voltadas para promoção e preservação cultural da cidade.

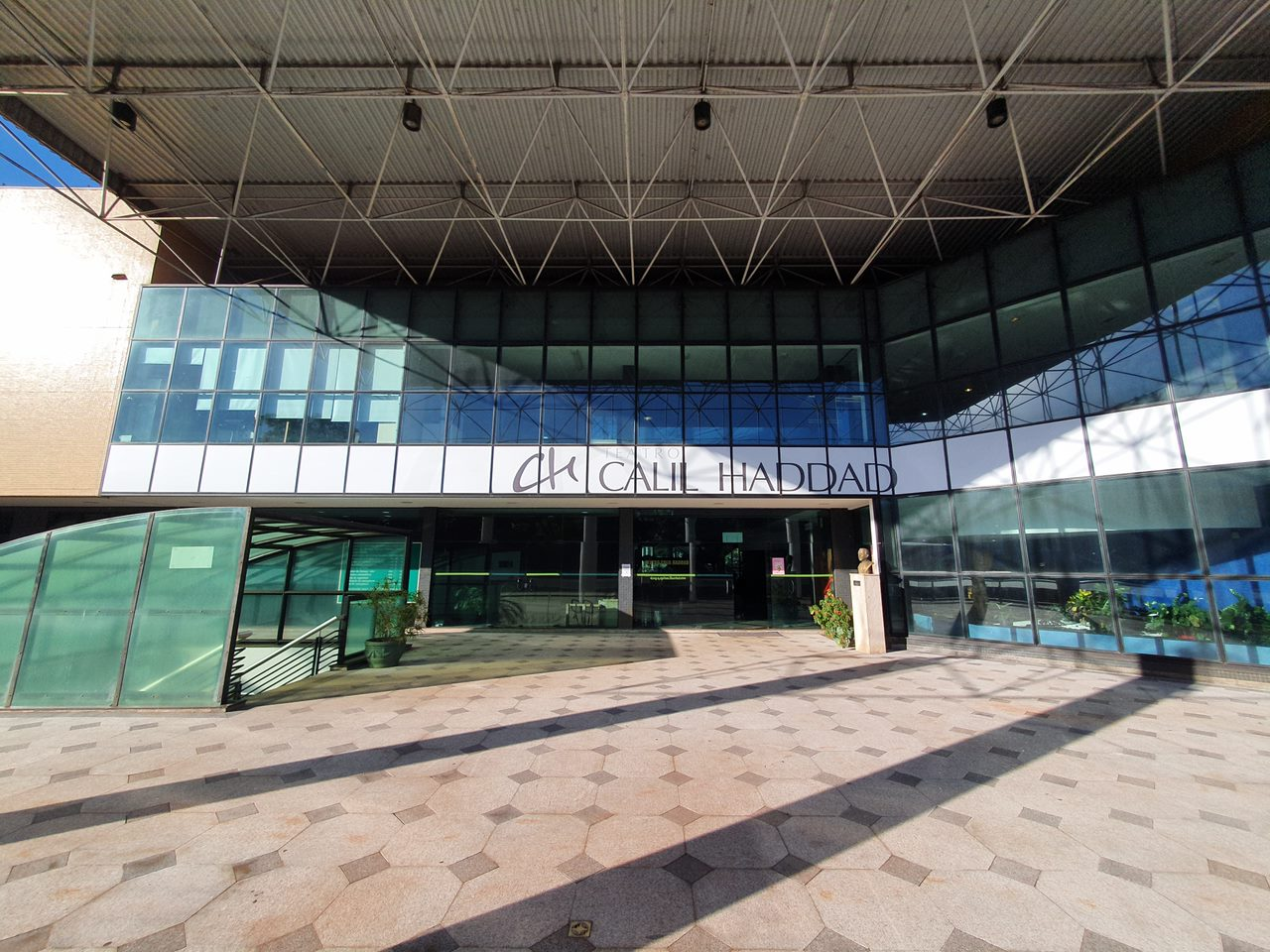
Fachada principal do teatro

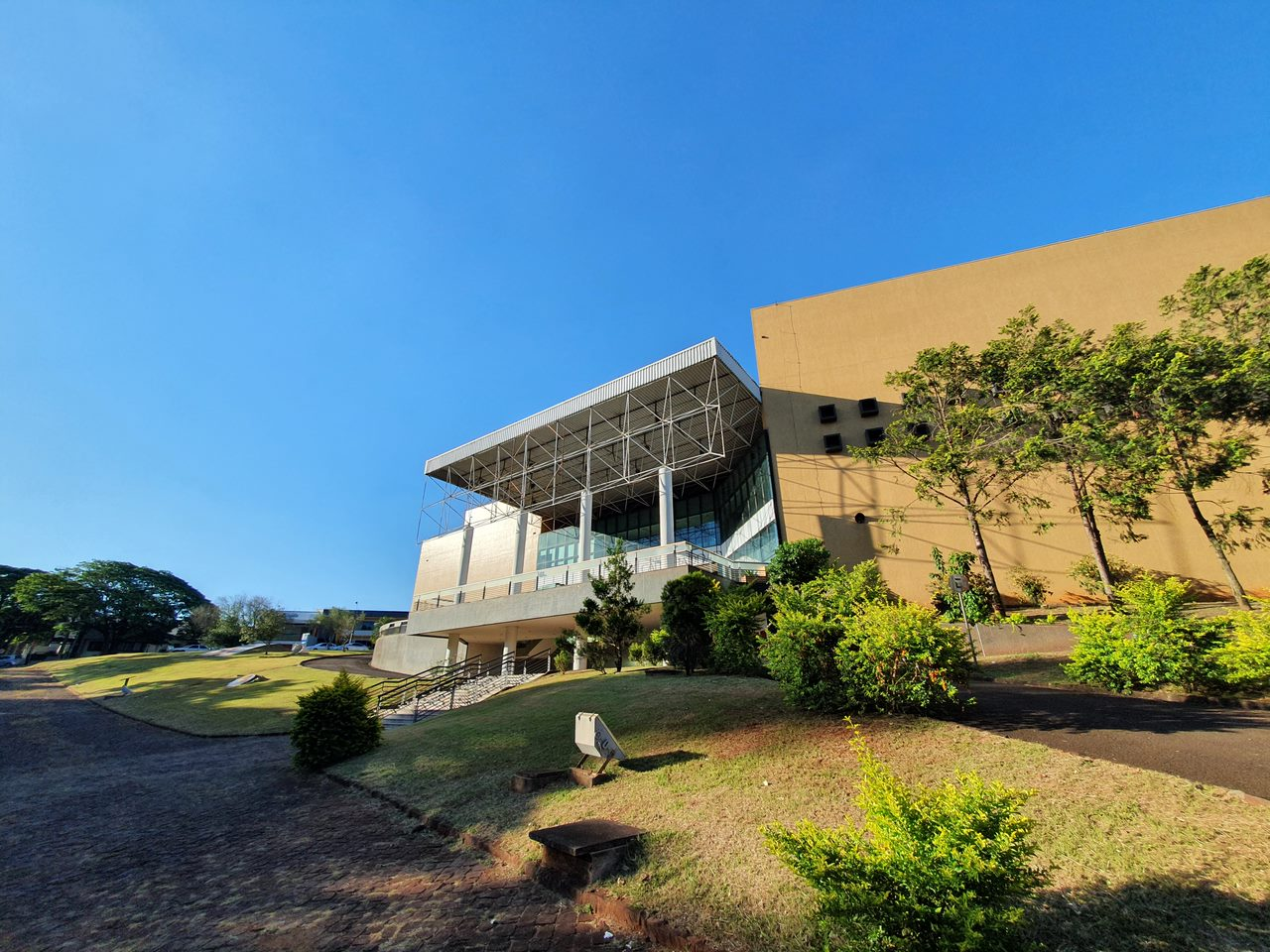

## Museu de História e Arte
O teatro também abriga o Museu de História e Arte Hélenton Borba Côrtes. Com um acervo de cerca de 12 mil itens, o museu inaugurado em 1996 conserva artigos da história de Maringá e dos pioneiros colonizadores do norte paranaense, distribuídos em objetos pessoais, fotos, jornais, filmagens, depoimentos, entre outros. Também abriga local para exposição de obras artísticas diversas.